# Jörgen Häggqvist
Dan Jörgen Häggqvist (ur. 9 lipca 1962 w Göteborgu) – szwedzki judoka. Dwukrotny olimpijczyk. Zajął jedenaste miejsce w Los Angeles 1984 i 36. w Barcelonie 1992. Walczył w wadze półlekkiej.
Uczestnik mistrzostw świata w 1983, 1987 i 1989. Startował w Pucharze Świata w latach 1990-1992. Brązowy medalista mistrzostw Europy w 1985, piąty w 1992 i siódmy w 1986 roku. Zdobył trzy medale na mistrzostwach nordyckich.

## Letnie Igrzyska Olimpijskie 1984
| Konkurencja | Eliminacje                 | Repasaże             | Klas. końcowa |
| Konkurencja | Przeciwnik I               | Przeciwnik I         | Miejsce       |
| ----------- | -------------------------- | -------------------- | ------------- |
| 65 kg       | Yoshiyuki Matsuoka (JPN) P | Philip Laats (BEL) P | 11.           |

## Letnie Igrzyska Olimpijskie 1992
| Konkurencja | Eliminacje                | Klas. końcowa |
| Konkurencja | Przeciwnik I              | Miejsce       |
| ----------- | ------------------------- | ------------- |
| 65 kg       | Francisco Morales (ARG) P | 36.           |